# Inazuma Eleven (серия игр)
Inazuma Eleven (яп. イナズマイレブン Инадзума Ирэбун, Одиннадцать из Инадзумы) — серия ролевых спортивных компьютерных игр, разработанных компанией Level-5. По состоянию на август 2013 года было продано 6,5 млн копий игр из этой серии.

## Персонажи

### Средняя школа Раймона
- [1][15] Вр Мамо́ру Эндо́ (яп. 円堂 守 Эндо: Мамору, англ. Mark Evans, рус. Марк Эванс) — ученик 2-го класса, главный герой, капитан и вратарь ФК школы. Никогда не унывает и не сдаётся. Безумно любит футбол и всегда поддерживает своих товарищей. Мечтает стать лучшим футболистом в Японии, а позже — и в мире.

Сэйю — Дзюнко Такэути.
- [2] Защ Итиро́та Кадзэма́ру (яп. 風丸 一郎太 Эндо: Мамору, англ. Nathan Swift, рус. Натан Свифт) — ученик 2-го класса. Один из лучших защитников ФК. Сначала занимался лёгкой атлетикой, затем, увидев, как Эндо старается восстановить команду, принял его предложение. Затем, бросив атлетику, стал серьезно играть в футбол.

Сэйю — Юка Нисигаки.
- [3] Защ Хэйгоро́ Кабэя́ма (яп. 壁山 塀吾郎 Кабэяма Хэйгоро:, англ. Jack Wallside, рус. Джек Уоллсайд) — ученик 1-го класса. Защитник ФК. Один из семи изначальных участников клуба. Когда боится, сразу же говорит, что ему надо облегчиться.

Сэйю — Мэгуми Тано.
- [4] Защ Дзи́н Кагэ́но (яп. 影野 仁 Кагэно Дзин, англ. Jim Wraith, рус. Джим Рот)

Сэйю — Юити Накамура.
- [5] Защ Тэппэ́й Курима́цу (яп. 栗松 鉄平 Куримацу Тэппэй, англ. Tod Ironside, рус. Тодд Айронсайд)

Сэйю — Михо Хино.
- [6] ПЗ Синъи́ти Ха́нда (яп. 半田 真一 Ханда Синъити, англ. Steve Grim, рус. Стив Грим)

Сэйю — Хиро Симоно.
- [7] ПЗ Аю́му Сёриндзи (яп. 少林寺 歩 Сё:риндзи Аюму, англ. Tim “Timmy” Saunders, рус. Тим «Тимми» Сандерс)

Сэйю — Масако Дзё.
- [8] ПЗ Саки́ти Си́сидо (яп. 宍戸 佐吉 Сисидо Сакити, англ. Sam Kincaid, рус. Сэм Кинсэд)

Сэйю — Тору Нара.
- [8][88] ПЗ Горо́ Тама́но (яп. 多摩野 五郎 Тамано Горо:, англ. Paul Peabody, рус. Пол Пибоди) — полузащитник ФК, появляющийся только в игре и манге.

Сэйю — Мива Кодзуки.
- [9] Нап Ку́скэ Ма́цуно (яп. 松野 空介 Мацуно Ку:сукэ, англ. Maxwell “Max” Carson, рус. Максвелл «Макс» Карсон)

Сэйю — Юки Кодайра.
- [10] Нап Сю́я Го́эндзи (яп. 豪炎寺 修也 Го:эндзи Сю:я, англ. Axel Blaze, рус. Аксель Блейз) — ученик 2-го класса. Был переведён из школы «Кидокава-Сэйсю» в «Раймон» и вскоре вступил в футбольный клуб в качестве нападающего. Хладнокровен и спокоен в большинстве ситуаций, заботится о своей сестре и имеет сильную страсть к футболу. Также он понимает чувства людей, что помогло команде во множестве игр.

Сэйю — Хирофуми Нодзима.
- [11] Нап Рю́го Сомэо́ка (яп. 染岡 竜吾 Сомэока Рю:го, англ. Kevin Dragonfly, рус. Кевин Стрекоза) — ученик 2-го класса. Нападающий ФК школы; один из изначальных членов ФК школы. После прихода в клуб Гоэндзи стал соперничать с ним. Позже, узнав Гоэндзи получше, стал его другом.

Сэйю — Ясуюки Касэ.
- [10][12] Нап Какэ́ру Мэга́нэ (яп. 目金 欠流 Мэганэ Какэру, англ. William Glass, рус. Уильям Глэсс)

Сэйю — Нанаэ Като.
- [13] Защ А́ска Домо́н (яп. 土門 飛鳥 Домон Асука, англ. Bobby Shearer, рус. Бобби Шерер) — ученик 2-го класса. Присоединился к команде «Раймон» по приказу Юто, чтобы шпионить за ними. Позже так сдружился с командой, что перестал выполнять свои шпионские обязанности. В дальнейшем стал полноценным членом «Раймона». В детстве играл в футбол вместе с Кадзуей Итиносэ и Аки Кино.

Сэйю — Дзюн Конно.
- [14] ПЗ, Нап Ю́то Кидо́ (яп. 鬼道 有人 Кидо: Ю:то, англ. Jude Sharp, рус. Джуд Шарп) — ученик 2-го класса, полузащитник и капитан футбольной команды школы «Тэйкоку-гакуэн» (Королевской академии), тренером которой был Рэйдзи Кагэяма. Красноглазый парнишка с собранными в хвост шатеновыми дредами, практически никогда не снимающий своих призматических очков. Сначала играл против команды «Раймон», но когда ему надоело подчиняться приказам тренера, стал больше общаться с Мамору. После разгрома на национальном матче «Футбольный рубеж», нанесённого командой «Дзэусу», перешёл в «Раймон», чтобы отомстить за свою команду.

Сэйю — Хироюки Ёсино.
- [16] ПЗ Ка́дзуя Итиносэ́ (яп. 一之瀬 一哉 Итиносэ Кадзуя, англ. Erik Eagle, рус. Эрик Игл)

Сэйю — Юки Кадзи.
- [21] Нап Кагэ́то Ями́но (яп. 闇野 カゲト Ямино Кагэто, англ. Shadow Cimmerian, рус. Шэдоу Киммериан)

Сэйю — Кэнсукэ Сато.
- [11] Нап Торама́ру Уцуноми́я (яп. 宇都宮 虎丸 Уцуномия Торамару, англ. Austin Hobbes, рус. Остин Хоббс)

Сэйю — Риэ Кугимия.

## Игры
Здесь в порядке выпуска представлены тринадцать игр, вышедших в свет, и одна отменённая игра.

### Первая трилогия:Inazuma Eleven
- Inazuma Eleven
- Inazuma Eleven 2 (Firestorm & Blizzard)
- Inazuma Eleven 3 (Lightning Bolt & Bomb Blast)
- Inazuma Eleven 1, 2, 3!! The Legend of Mamoru Endou (компиляция из трёх первых игр) Inazuma Eleven:Team Ogre Attack

### Вторая трилогия:Inazuma Eleven GO
- Inazuma Eleven GO
- Inazuma Eleven GO 2: Chrono Stone
- Inazuma Eleven GO 3: Galaxy

### Спин-оффы
- Inazuma Eleven Strikers
- Inazuma Eleven Strikers 2012 Xtreme
- Inazuma Eleven GO Strikers 2013
- Inazuma Eleven Everyday
- Inazuma Eleven Online
- Inazuma Eleven Dash
- LINE Puzzle de Inazuma Eleven

### Отменённые игры
- Inazuma Eleven Future

### Трилогияспин-оффAres no tenbin
- Inazuma Eleven Ares no tenbin

## Фильмография

### Аниме
Аниме-сериалы произведены компанией Level-5 совместно с TV Tokyo и OLM, Inc.
- Inazuma Eleven
- Inazuma Eleven GO
  - Inazuma Eleven GO: Chrono Stone
  - Inazuma Eleven GO: Galaxy

### Кинофильмы
- Inazuma Eleven: Saikyō Gundan Ōhja Shūrai
- Inazuma Eleven GO: Kyūkyoku no Kizuna Gurifon
- Inazuma Eleven GO vs. Danbōru Senki W